# Ação Grundtvig
A ação Grundtvig é uma das ações específicas do programa Erasmus+ e visa reforçar a dimensão europeia da educação de adultos e a aprendizagem ao longo da vida em toda a Europa. O nome da ação foi eleita em homenagem ao poeta e filósofo dinamarquês Nikolai Frederik Severin Grundtvig.
| Ação específica | Programa Erasmus+ | Programa Erasmus+ | Programa Erasmus+ | Programa Erasmus+ | Programa Erasmus+ | Programa Erasmus+ | Programa Erasmus+ | Programa Erasmus+ |
| --------------- | --- | --- | --- | --- | --- | --- | --- | --- |
| Ação específica | Ação Comenius | Ação Erasmus | Ação Erasmus Mundus | Ação Leonardo da Vinci | Ação Grundtvig | Ação Juventude em Ação | Ação Jean Monet | Ação Desporto |
| Âmbito          | Educação infantil, pré-primária, básica e secundária                                                                                             | Educação superior | Diplomas conjuntos de mestrado Erasmus Mundus | Formação profissional | Educação de adultos | Aprendizagem não-formal e informal dos jovens | Estudos sobre a União Europeia | Desporto escolar e universitário |
| Participante    | Estudante, aprendiz, professor, membro do pessoal, conferencista, jovem, voluntário, estagiário e praticante de desporto escolar e universitário | Estudante, aprendiz, professor, membro do pessoal, conferencista, jovem, voluntário, estagiário e praticante de desporto escolar e universitário | Estudante, aprendiz, professor, membro do pessoal, conferencista, jovem, voluntário, estagiário e praticante de desporto escolar e universitário | Estudante, aprendiz, professor, membro do pessoal, conferencista, jovem, voluntário, estagiário e praticante de desporto escolar e universitário | Estudante, aprendiz, professor, membro do pessoal, conferencista, jovem, voluntário, estagiário e praticante de desporto escolar e universitário | Estudante, aprendiz, professor, membro do pessoal, conferencista, jovem, voluntário, estagiário e praticante de desporto escolar e universitário | Estudante, aprendiz, professor, membro do pessoal, conferencista, jovem, voluntário, estagiário e praticante de desporto escolar e universitário | Estudante, aprendiz, professor, membro do pessoal, conferencista, jovem, voluntário, estagiário e praticante de desporto escolar e universitário |

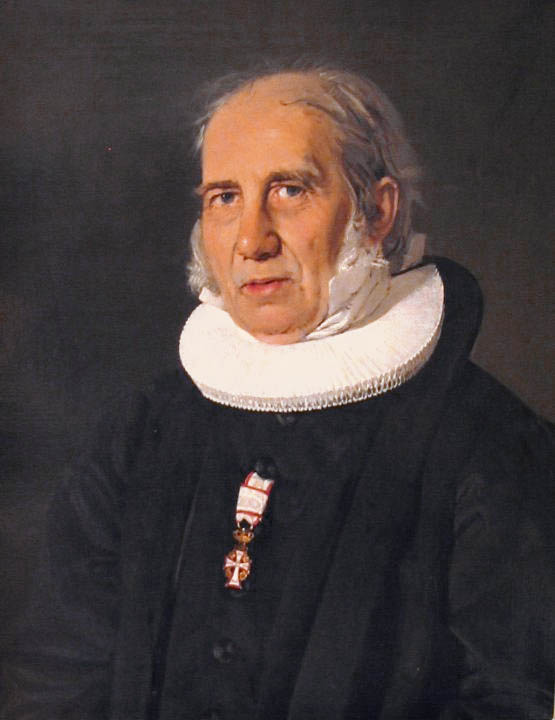
O poeta e filósofo Nikolai Frederik Severin Grundtvig nomeia e serve de ícone à ação.

Especificamente, a ação procura abordar o desafio do envelhecimento populacional e fornecer adultos com caminhos alternativos para atualizar as suas habilidades e competências. A ação Grundtvig engloba todos os tipos de aprendizagem, quer estas tenham lugar no "formal" ou "não-formal" sistema de educação para adultos, ou em maneiras mais "informais", tais como a aprendizagem autónoma, a comunidade de aprendizagem ou a aprendizagem experiencial. 
Ela é aberta a qualquer pessoa na educação de adultos. Isso inclui alunos adultos, professores e formadores a partir de uma variedade de organizações, incluindo as autoridades locais, organizações não-governamentais, instituições de caridade, universidades, grupos comunitários, etc. "Adulto" na ação Grundtvig refere-se a todas as pessoas com mais de 25 anos de idade e todas as pessoas com idade entre 16-24 anos que não são mais submetidas à educação inicial dentro do sistema formal de educação. 
A ação Grundtvig fornece o financiamento para uma ampla gama de atividades. Alguns exemplos são as habilidades básicas, línguas estrangeiras, educação parental, artes e projetos de cultura. Todos os projetos envolvem o trabalho com parceiros Europeus e oferecem um espaço de aprendizagem e de desenvolvimento pessoal com experiência para funcionários e alunos.